# Kalkarer Moor / Tongrube Toni
Koordinaten: 50° 36′ 10″ N, 6° 46′ 37″ O

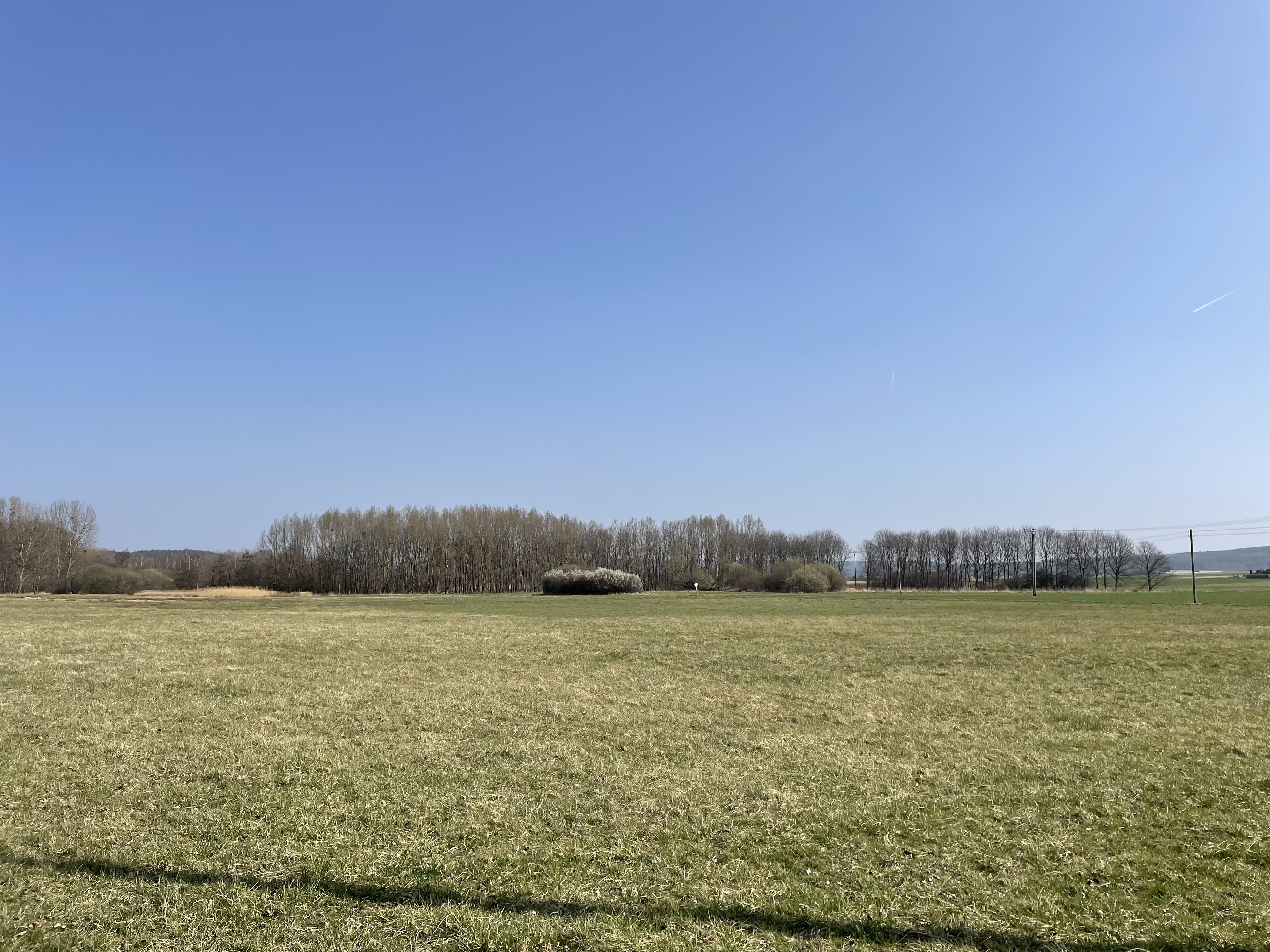
Kalkarer Moor / Tongrube Toni

Das Naturschutzgebiet Kalkarer Moor / Tongrube Toni liegt auf dem Gebiet der Stadt Bad Münstereifel im Kreis Euskirchen in Nordrhein-Westfalen.

## Lage und Beschreibung
Das 49,6 Hektar große Gebiet liegt südlich des Stadtzentrums von Euskirchen. Nordöstlich befindet sich der Stadtteil Kreuzweingarten, südöstlich der Stadtteil Arloff, gefolgt von Kalkar im Südwesten. Am nördlichen Rand des Schutzgebietes fließt der Mersbach, ein Zufluss der Erft, von Westen kommend in östlicher Richtung entlang.
Es handelt sich um ein kalkhaltiges Niedermoor, dessen Fläche zu einem Drittel verbuscht bzw. mit Zitterpappeln, Bergahorn und Sandbirke verwaldet ist. Im Nordosten befindet sich eine Frischwiese, die extensiv genutzt wird und durch eine wegbegleitende Hecke begrenzt wird. Die Kalkflachmoorflächen sind größtenteils mit Schilfröhricht überwuchert und befinden sich im südöstlichen Bereich. Im Süden befinden sich Schwarzerlen.

## Geschichte
Die Tranchot-Karte, die zwischen 1801 und 1828 entstand, zeigt für das Gebiet eine überwiegende Nutzung als Wiese oder Weide an. Es handelt sich um eines der ältesten Naturschutzgebiete im Kreis Euskirchen, dessen Gebiet auf Grund der besonderen Flora bereits Mitte des 19. Jahrhunderts in der botanischen Literatur erwähnt wurde. Durch eine zunehmende Grundwasserentnahme trocknete bereits bis 1918 das Quellmoor weitgehend aus, wodurch es zu einem Artenrückgang kam. Das Kalkarer Moor wurde 1935 unter Landschaftsschutz gestellt; 1965 Teile als Naturschutzgebiet ausgewiesen. Aus dem Jahr 1945 existieren Luftaufnahmen, die ebenfalls auf eine Nutzung als Wiese oder Weide hinweisen. Im Südwesten sind Ackerparzellen und im Westen die Toni-Grube erkennbar, in der Ton gewonnen wurde. Bis zum Anfang des 20. Jahrhunderts soll außerdem Torf gestochen worden sein. Anfang der 1950er-Jahre wurde der Mersbach begradigt und tiefergelegt, um eine größere Melioration zu erzielen. Auch in dieser Zeit wurde ein erneutes Austrocknen des Quellmoores beklagt. Der Tonabbau wurde 1974 eingestellt. Da die Grube nicht verfüllt wurde, füllte sie sich mit Grundwasser und bot damit neuen Lebensraum.
Ab dem Jahr 2010 wurde die Entnahme des Wassers neu geregelt. Nach einer zweijährigen Förderpause in den Jahren 2010 und 2011 schloss sich eine Versuchsphase des örtlichen Wasserverbandes an, die 2015 zu einem neuen Entnahmeplan führte. Anstelle von bis zu 2,5 Millionen m³ pro Jahr sollen nun nur noch bis zu 750.000 m³ pro Jahr entnommen werden.

## Fauna und Flora
Im Gebiet wurden zahlreiche Tierarten nachgewiesen, darunter Bekassine, der Feldschwirl, die Nachtigall, der Pirol, die Rohrammer, der Schwarzspanner und die Sumpfohreule. Im Gebiet leben außerdem Sumpfrohrsänger, Teichrohrsänger, Traubenkirschenspanner und die Wasserralle. Außerdem wurden 419 Gefäßpflanzen, 70 Moosarten und eine Armleuchteralge nachgewiesen, darunter auch Arten, die nicht natürlich in der Region vorkommen.

## Schutzzweck und Maßnahmen
Das Gebiet wurde unter Schutz gestellt, um das Kalkflachmoor zu erhalten. Ziel ist, keine weitere Eutrophierung und Verschilfung zuzulassen und die Artenvielfalt zu erhalten. Dafür wird es unter anderem als erforderlich anzusehen, auf einen Gewässerausbau und eine Düngung der umgebenden Grünlandflächen zu verzichten. Ein Maßnahmenplan des Kreises sieht vor, das Quellmoor wiederherzustellen und den vorhandenen Artenbestand zu erhalten. Moortypischen Arten soll eine Wiederbesiedlung ermöglicht, das artenreiche Feucht- und Magergründland erhalten werden. Außerdem soll die Gewässerstruktur des Mersbach verbessert werden.